# Astragalus sangesuricus
Astragalus sangesuricus är en ärtväxtart som beskrevs av Antonina Georgievna Borissova. Astragalus sangesuricus ingår i släktet vedlar, och familjen ärtväxter. Inga underarter finns listade i Catalogue of Life.